# Pariang
Pariang – miasto w Sudanie Południowym, stolica stanu Ruweng. Liczy 14 509 mieszkańców.